# Ross S. Sterling
Ross Shaw Sterling (11 février 1875-25 mars 1949) est un homme politique américain. Il est le 31e gouverneur du Texas.